# Ikara
L'Ikara è un missile Australiano ASW.

## Sviluppo
Negli anni '50, a causa del moltiplicarsi dei sottomarini varati a causa della guerra fredda, la Marina Reale Australiana decise di dotarsi di nuovi missili antisommergibile in sostituzione degli statunitensi ASROC e dei britannici Match. Lo sviluppo della nuova arma iniziò a partire dal 1960. Le prove dell'Ikara iniziarono nel 1963, mentre nel 1965 la Government Aircraft Factory iniziò la produzione del missile nelle varianti M3, M4 e M5.

## Tecnica
Il missile era dotato di una semplice cellula alata, capace di portare un siluro leggero fino a 24 km. Poteva essere impiegato da una rampa di lancio singola.
La variante M4 era la più complessa, in quanto era equipaggiata con un sistema di gestione dell'obbiettivo molto più avanzato rispetto alle più semplici varianti M3 e M5. Le quattro ali dell'ordigno possono modificare la loro configurazione in base alle correzioni di traiettoria definite dal controllo di tiro dal quale è stato lanciato. Tali informazioni vengono inviate da un sistema di pilotaggio automatico in tempo reale alloggiato nella parte anteriore che calcola varie informazioni come velocità bersaglio, velocità nave di lancio ecc. L'unità propulsiva è costituita da un sistema Murawa a propellente solido, indipendente dalle condizioni atmosferiche. Il missile ha il raggio pari a quello dei sonar delle navi da cui è stato lanciato.

## Impiego
Il missile fu ampiamente impiegato dalla Royal Navy e dalla Royal Australian Navy, ma attualmente risulta radiato dal servizio effettivo.